# Thukydides (Feldherr)
Thukydides (altgriechisch Θουκυδίδης Thoukydídēs), der Sohn des Melesias oder Milesios, war ein Athener Politiker und Feldherr. Seine genauen Lebensdaten sind nicht bekannt, er war aber ein Zeitgenosse und entschiedener Gegner des Perikles (* um 490 v. Chr.; † September 429 v. Chr.). Thukydides gehörte zur Aristokratie Athens und stammte aus dem Demos Alopeke, der zur Phyle Antiochis gehörte. (Er darf nicht mit dem gleichnamigen berühmten Geschichtsschreiber Thukydides verwechselt werden, der ein Sohn des Oloros war.)
Nach dem Tode des Führers der athenischen Aristokratie, Kimon, der 449 v. Chr. als Befehlshaber der athenischen Flotte bei der Belagerung von Kition in Zypern starb, wurde Thukydides sein politischer Nachfolger. Die athenischen Aristokraten beriefen ihn – wie der Perikles-Biograph Plutarch schreibt – zu ihrem Führer, weil sie wünschten, dass jemand dem übermächtigen Haupt der Volkspartei, Perikles, „das Gleichgewicht im Staate hielte und seine Macht verminderte, damit nicht zuletzt eine völlige Monarchie daraus würde“. Nach Plutarch sorgte Thukydides vor allem für eine effiziente Organisation der aristokratischen Kräfte, indem er nicht duldete, „dass die sogenannten höheren Stände sich, wie bisher geschehen war, unter das Volk mengten und zerstreuten, wo ihre Würde durch die Menge leicht verdunkelt wurde; er sonderte sie vielmehr ganz ab, vereinigte die Macht aller in ein Ganzes, wodurch sie ein großes Gewicht erhielt, und gab so, wie auf einer Waage den Ausschlag.“
Thukydides wies gegenüber seinem Verwandten Kimon als Führer der Aristokraten überdies den Vorteil auf, dass er ständig in Athen präsent war und nicht wie sein Vorgänger eine Befriedigung seines militärischen Ehrgeizes in fernen Ländern suchte. So soll er – wie Plutarch schreibt – Kimon an militärischem Talent nachgestanden, aber ihn durch sein Gefühl für politische Taktik übertroffen haben. Thukydides kritisierte vor allem die übermäßigen Ausgaben des Perikles für die großen repräsentativen Bauten, die allerdings beim Volk, das von diesen öffentlichen Arbeiten in vieler Hinsicht profitierte, keineswegs unbeliebt waren.
Perikles gelang es schließlich, die aristokratische Opposition völlig zurückzudrängen. Denn 444 v. Chr. wurde Thukydides durch das Scherbengericht verbannt und musste ins Ausland gehen. Wie man einer Anspielung bei dem Komödienschreiber Aristophanes entnehmen kann, erlitt er während des Scherbengerichts, als ihm die drohende Gefahr, dass er seine Heimat werde verlassen müssen, bewusst wurde, einen Nervenzusammenbruch und war außerstande zu sprechen.
Trotz seiner großen Fähigkeiten und trotz seines auf seine Familie gegründeten Einflusses konnte Thukydides seinen Gegner Perikles letztlich weder in der Beredsamkeit noch in der Geschicklichkeit erreichen. Dies soll er auch selbst anerkannt haben, als ihn König Archidamos II. von Sparta, bei dem er sich während seiner Verbannung aufhielt, fragte, ob Perikles oder er der bessere Ringkämpfer sei. „Wenn ich ihn auch zu Boden werfe,“ so lautete die Antwort, „leugnet er doch, dass er gefallen sei, er behält recht, und überredet selbst die, die es gesehen haben.“ (Übers. Kaltwasser).
Im Fall des Thukydides scheint die übliche Verbannungsfrist des Scherbengerichts, die zehn Jahre betrug, abgekürzt worden zu sein, denn bereits im Jahr 440 v. Chr. hatte er gemeinsam mit Hagnon und Phormion den Befehl über 40 Schiffe inne, die als Verstärkung für den Oberkommandierenden Perikles ausgesandt wurden, der mit der Belagerung der Insel Samos beschäftigt war. Die Ankunft dieser Schiffe führte – zusammen mit anderen Verstärkungen – dazu, dass die Samier kapitulieren mussten.
Thukydides, dessen Todesumstände nicht überliefert sind, hinterließ zwei Söhne, Melesias und Stephanos. Melesias wiederum war Vater eines Sohnes, den er nach seinem Großvater ebenfalls Thukydides nannte und später, wie Platon berichtet, dem Philosophen Sokrates zur Unterweisung anvertraute.
Aristoteles schätzte den Politiker Thukydides insgesamt hoch ein und zählte ihn laut Plutarch mit Nikias und Theramenes zu den Bürgern Athens, die „die besten und trefflichsten gewesen sind, die gegen das Volk eine wahre väterliche Zuneigung und Liebe bewiesen“ haben.